# Arkadiusz Klimek
Arkadiusz Klimek, Künstlername Kirkor (* 1976 in Kleinpolen) ist ein polnischer Comicautor, -zeichner und Illustrator.
Nach dem Abitur (polnisch  Matura) studierte er Kunst und Grafik an der Pädagogischen Hochschule (Wyższa Szkoła  Pedagogiczna) in Krakau. Er fertigte Illustrationen für Zeitschriften Nowa Fantastyka, Auto Świat sowie polnischsprachige Ausgaben von Forbes, Newsweek Polska und Playboy. In seinen Comics stellte er polnische Sportler wie Waldemar Baszanowski, Jerzy Pawłowski, Adam Królikiewicz, Hubert Wagner sowie den Widerstandskämpfer Witold Pilecki dar und schaffte Storyboards und Werbecomics u. a. für Egmont Polska und das Radio RMF FM in Krakau.

## Comics (Auswahl)
- 2005: Likwidator Alternative – Antologia 1, 108 S.
- 2005: Strażnicy Orlego Pióra. Wydanie kolekcjonerskie 1, 56 S.
- 2006: Strażnicy Orlego Pióra. Wydanie kolekcjonerskie 2, 56 S.
- 2006: Strażnicy Orlego Pióra 2. Skarb Walezjusza, 24 S.
- 2006: Strażnicy Orlego Pióra 4. Wielkie Łuki, 24 S.
- 2007: Likwidator Alternative – Antologia 2, 64 S.
- 2007: 11/11 = Niepodległość, 144 S.
- 2007: Copyright. Antologia komiksu, 96 S.
- 2008: Słynni polscy olimpijczycy 01. Hubert Wagner, 34 S.
- 2008: Słynni polscy olimpijczycy 16. Waldemar Baszanowski, 32 S.
- 2009: Słynni polscy olimpijczycy 05. Jerzy Pawłowski, 32 S.
- 2009: Epizody z Auschwitz 2. Raport Witolda, 40 S. Zusammen mit Michał Gałek
  - 2013: Witolds Bericht. Oświȩcim-Babice K&L Press 2013.  (1. Auflage, deutsche Übersetzung)
- 2009: Strefa Komiksu 11. Apokalipsa Teil 2, 80 S.
- 2011: Komiksowe hity 04. Wiedźmin 01, 52 S.
- 2011: Komiksowe hity 05. Wiedźmin 02, 52 S.
- 2013: Awantura 2.0, 48 S.
- 2013: Biceps 06, 112 S.
- 2013: Kapitan Mineta. 10th Anniversary Edition, 12 S.